# Ламберт (тауншип, Миннесота)
Ламберт (англ. Lambert) — тауншип в округе Ред-Лейк, Миннесота, США. На 2000 год его население составило 154 человека.

## География
По данным Бюро переписи населения США площадь тауншипа составляет 92,4 км², из которых 92,4 км² занимает суша, водоёмов нет.

## Демография
По данным переписи населения 2000 года здесь находились 154 человека, 64 домохозяйства и 44 семьи. Плотность населения —  1,7 чел./км². На территории тауншипа расположено 69 построек со средней плотностью 0,7 построек на один квадратный километр. Расовый состав населения: 100,00 % белых.
Из 64 домохозяйств в 18,8 % воспитывались дети до 18 лет, в 60,9 % проживали супружеские пары, в 3,1 % проживали незамужние женщины и в 29,7 % домохозяйств проживали несемейные люди. 23,4 % домохозяйств состояли из одного человека, при том 12,5 % из — одиноких пожилых людей старше 65 лет. Средний размер домохозяйства — 2,41, а семьи — 2,80 человека.
18,8 % населения — младше 18 лет, 8,4 % — в возрасте от 18 до 24 лет, 23,4 % — от 25 до 44, 35,1 % — от 45 до 64, и 14,3 % — старше 65 лет. Средний возраст — 44 года. На каждые 100 женщин приходилось 126,5 мужчин. На каждые 100 женщин старше 18 приходилось 135,8 мужчин.
Средний годовой доход домохозяйства составлял 33 750 долларов, а средний годовой доход семьи —  35 000 долларов. Средний доход мужчин —  26 250  долларов, в то время как у женщин — 20 781. Доход на душу населения составил 15 888 долларов. За чертой бедности не находилась ни одна семья и 1,4 % всего населения тауншипа.